# Ezra Holmes
Ezra Holmes (1885–1921) là một cầu thủ bóng đá người Anh ghi 12 bần trong 43 lần ra sân ở Football League thi đấu cho Gainsborough Trinity và Birmingham.
Holmes sinh ra ở Wombwell, Yorkshire. Là một người nhỏ con thi đấu ở vị trí tiền đạo trung tâm, tuy nhiên màn trình diễn của ông tại Gainsborough ở Second Division khiến Birmingham phải trả mức giá £400 để có được sự phục vụ của ông vào tháng 11 năm 1907. Ông được vào thẳng đội hình xuất phát, thi đấu 2 trận, và 4 tháng sau xuống chơi ở bóng đá non-league cùng với Stamford Town.